# Mortal Kombat Gold
Mortal Kombat Gold é um jogo de luta baseado em Mortal Kombat 4, mas com lutadores extras e novas arenas de combate. Foi lançado apenas para o Dreamcast e é comumente considerado um relançamento de MK4.

## História
A história segue a mesma linha de Mortal Kombat 4, só que agora Kitana consegue escapar da prisão em que estava por matar Mileena em combate. Mileena é ressuscitada por Shinnok, que a torna comandante do seu exército juntamente com Baraka. Kung Lao aparece para ajudar seus amigos e Cyrax é enviado para matar Sub-Zero, porém vigiado por Sektor.

## Personagens Inseridos
- Baraka - Líder dos Tarkatanos.

- Kung Lao - Shaolin membro da White Lotus Society

- Mileena - Clone Tarkatan de Kitana

- Kitana - Princesa Edenia, filha da Rainha Sindel.

- Cyrax - Robô assassino Lin Kuei enviado para matar Sub-Zero.
- Sektor  (personagem secreto) - Robô assassino Lin Kuei enviado para vigiar Cyrax.